# 부성사
부성사(富城祠)는 대한민국 충청남도 서산시 지곡면 산성리에 있는, 신라 후기 학자이자 문장가였던 최치원(857∼?)선생의 영정을 모시고 제사를 지내는 사당이다. 1984년 5월 17일 충청남도의 문화재자료 제199호로 지정되었다.

## 개요
신라 후기 학자이자 문장가였던 최치원(857∼?)선생의 영정을 모시고 제사를 지내는 사당이다.
최치원은 경무왕 8년(868) 12세의 어린 나이로 당나라에 유학하고 18세 때 급제하였으며 2년간 낙양을 유랑하며 시를 짓는데 몰두하였다. 중국에 머물면서 황소의 난 등을 직접 겪으며 귀국한 뒤 의욕을 가지고 이미 무너져가고 있던 신라 사회에 당에서 배운 경륜을 펴보려 하였다. 그러나 진골 중심의 귀족사회에서 6두품 출신이었던 최치원은 신분체계의 한계를 느껴 외직을 지원하였다. 대산군(지금의 전라북도 태인), 천령군(지금의 경상북도 함양), 부성군(지금의 충청남도 서산) 등지의 태수를 지냈으며 당시 사회의 모순을 해결하려 시무 10조를 진성여왕에게 올리기도 했다. 신라 후기에서 고려 전기의 전환기에 살았던 대표적 지식인이다.
조선선조 때 그의 영정을 모시고 그를 추모하는 유림들이 ‘도충사’란 이름으로 사당을 세웠다. 흥선대원군 때 훼손되었다가 순종 1년(1907)에 새단장하였고, 1913년 당시 서산군수가 태수로 지냈던 곳의 명칭을 따라 ‘부성사’라고 이름을 바꾸고 지금 있는 자리로 옮겼다. 앞면 3칸·옆면 2칸 규모로, 지붕은 옆면에서 볼 때 여덟 팔(八)자 모양인 팔작지붕으로 꾸몄다. 외삼문, 내삼문, 동재, 서재 등의 부속 건물이 있고 그가 직접 쓴 ‘과선각’이란 현판이 걸려 있다.

## 같이 보기
- 최치원

## 참고 문헌
- 부성사 - 국가유산청 국가유산포털